# MV Agusta Corse 98 Sport

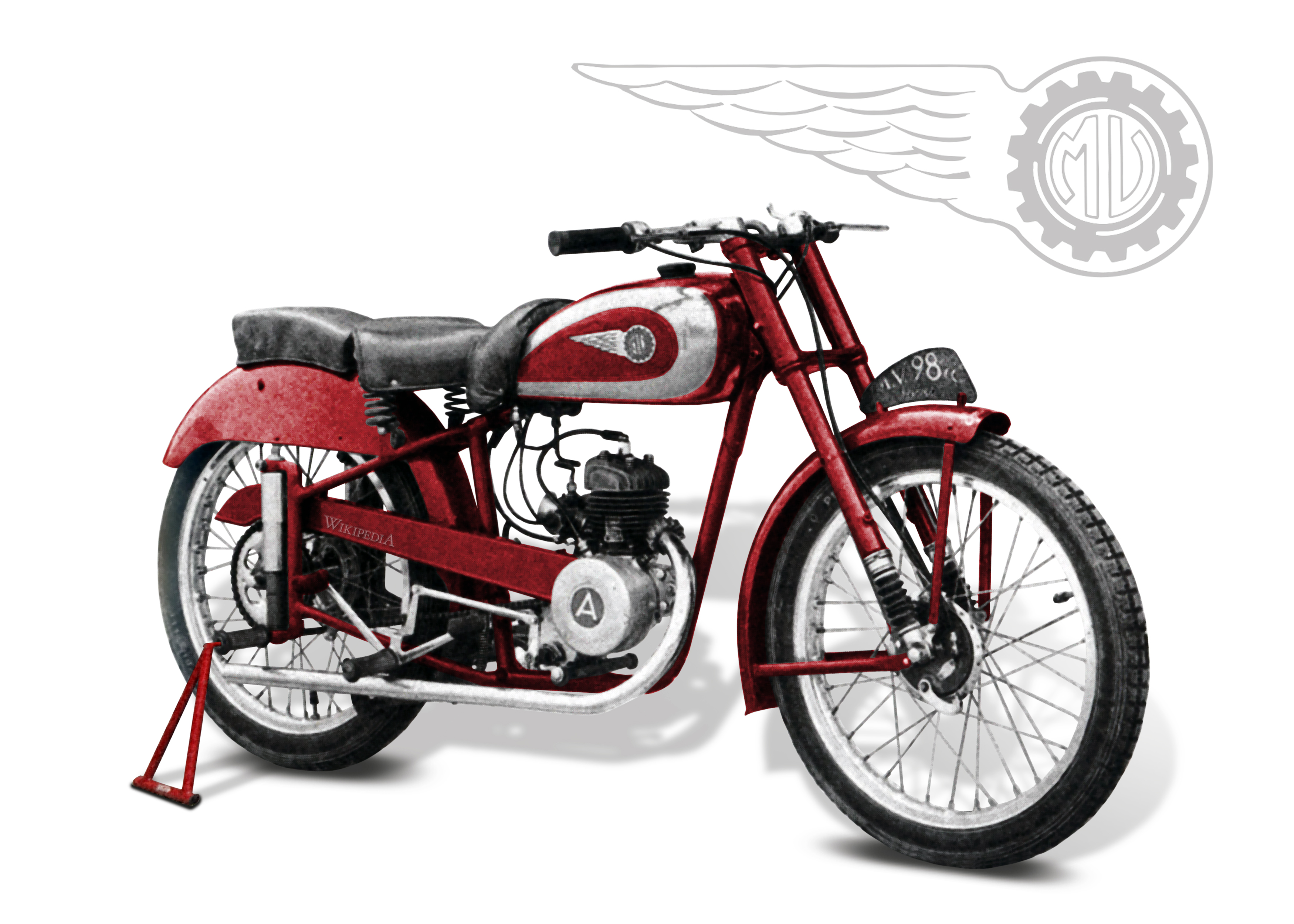
Illustration einer MV Agusta Corse 98 Sport, mit dem damals verwendeten Tank-Logo. Kolorierung im dunklen "Rosso Verghera" (Vergehra-Rot).

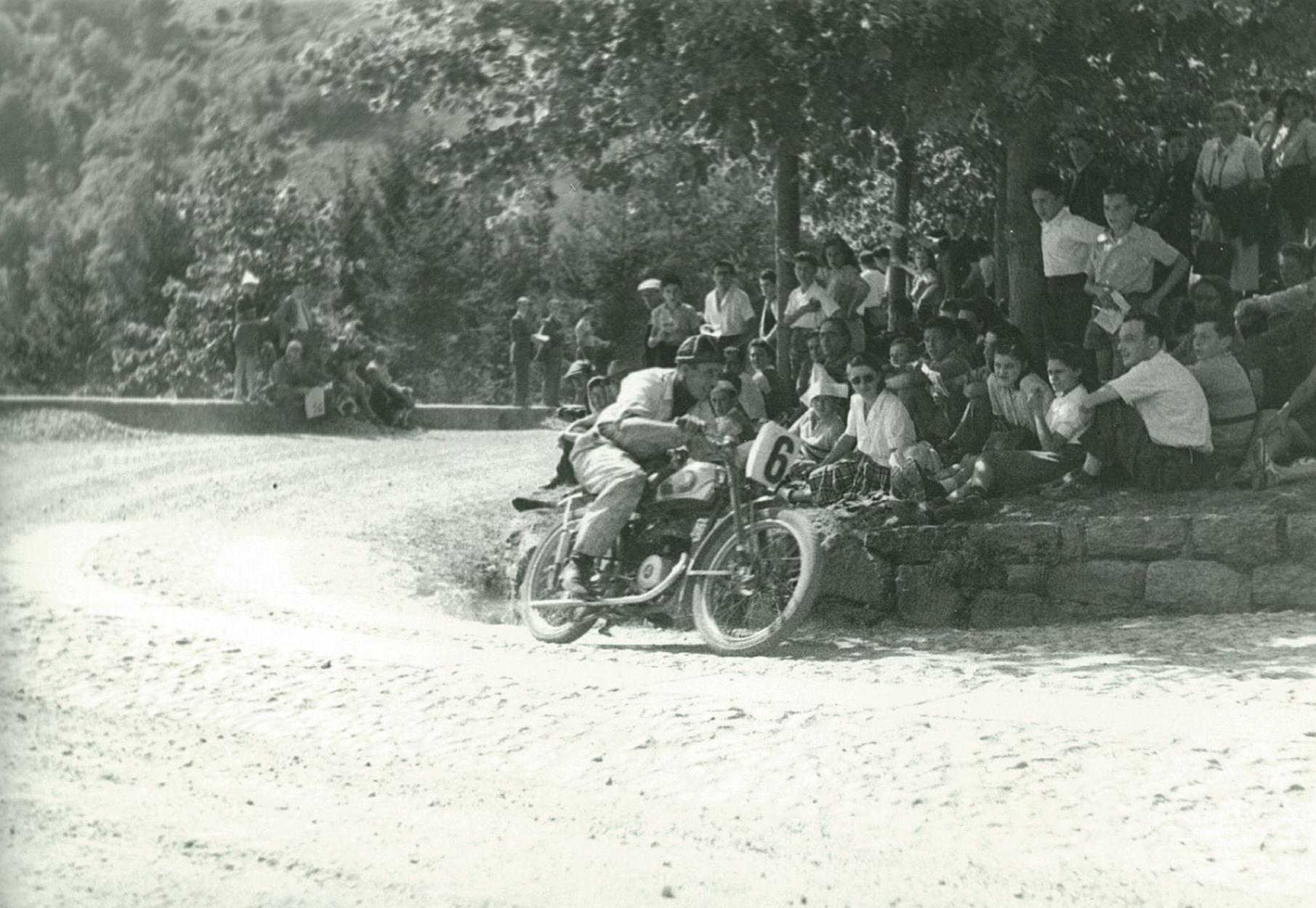
Eine MV Agusta 98 corsa im Renneinsatz (1946)

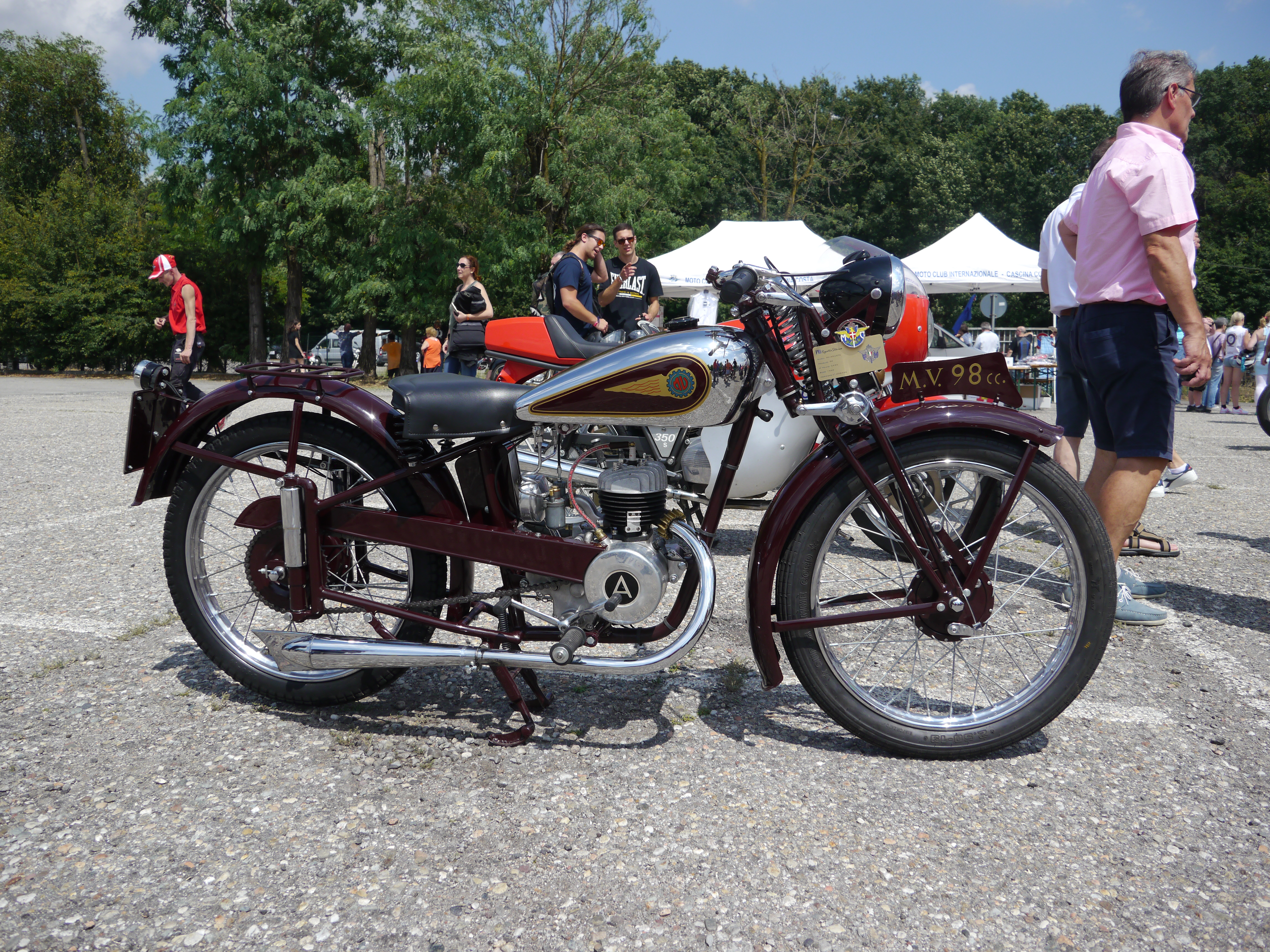
Die Straßenversion MV 98cc mit Trapezgabel und Beleuchtungsanlage

Die MV Agusta Corse 98 Sport war ein Rennmotorrad des italienischen Fahrzeugbauers MV Agusta, das von 1946 bis 1949 eingesetzt wurde. Die Maschine war eine Weiterentwicklung der Straßenversion MV Agusta 98cc „Velocita“. Bis auf ein Sportfahrwerk, eine geänderte Sitzposition, eine optimierte Auspuffanlage und eine Teleskopgabel unterschied sich die Corse Sport nicht wesentlich vom Erscheinungsbild des Serienmodell. Die MV Corse 98 Sport ist in der Geschichte von MV Agusta insofern beachtenswert, als sie das erste Modell war, mit dem das Unternehmen ernsthaft Motorsport betrieb.

## Das Motorrad
Die Corse 98 Sport wurde der Öffentlichkeit erstmals auf dem Mailänder Motorradsalon im November 1946 präsentiert. Diese erste Version hatte einen Dreikanal-Zweitaktmotor mit 98 cm³ Hubraum, dessen Leistung etwa eineinhalb PS (ca. 1,1 kW) über der des Serienmotors lag. Zusätzlich erhielt die Sportversion einen vergrößerten Tank und einen verbesserten Sattel mit zusätzlicher Polsterung am Tank.
Ende 1946 wurde im Werk in Caschina Costa eine spezielle Rennversion, die MV Corse 98 Sport montiert. Die Hauptvorteile gegenüber dem Serienmodell 98cc waren eine damals neue Teleskopgabel und eine geänderte Hinterradaufhängung. Der Rahmen blieb ein einfacher Rohrrahmen (geschlossener Typ) und wurde um 50 mm gekürzt, um das Handling zu verbessern. Für eine sportlichere Sitzposition wurde der Lenker verkürzt und die Fußrastenanlage nach hinten versetzt. Der Zweitaktmotor wurde auf höhere Leistung abgestimmt, indem die Zylinderkanäle vergrößert, das Verdichtungsverhältnis erhöht und ein Dell’Orto-20-mm-Vergaser eingebaut wurde. Die Anzahl der Gänge wurde von zwei auf drei erhöht. Der Motor leistete 5 PS (3,6 kW) bei 5400/min und die Höchstgeschwindigkeit stieg auf 100 km/h.

## Sportliche Erfolge
Kurz nach Produktionsbeginn des Modells MV 98cc wurde unter der Bezeichnung „Reparto Corse“ (Rennabteilung) ein eigenes Werksrennprogramm aufgestellt.
Das Datum des ersten MV-Agusta-Rennens ist nicht dokumentiert, aber den ersten Sieg errang Vicenzo Nincioni (ein Privatfahrer) mit einer nur minimal modifizierten Serienmaschine beim Straßenrennen in La Spezia am 6. Oktober 1946. Nur eine Woche später belegte er in Valenza den dritten Platz, der erste Platz ging an den MV-Werksfahrer Mario Cornalea. Am 3. November besetzten die MV-Rennfahrer Vicenzo Ninconi, Mario Cornalea und Mario Paleari in Monza zum ersten Mal in der MV-Renngeschichte alle drei Plätze auf dem Siegerpodest.
Die Corse 98 Sport gewann bis 1949 insgesamt 41 Straßenrennen, hauptsächlich mit den Fahrern Franco Bertoni, Romolo Ferri und Giuseppe Matucci. Außerdem wurden 10 Offroad-Rennsiege erzielt.

## Weitere Entwicklung
Bald wurden fast alle durch die Erkenntnisse bei den Rennen erzielten Verbesserungen auch für das Serienmodell MV 98cc übernommen. Zu diesem Zeitpunkt war ein Hubraum von 98 cm³ in der Rennwelt, die sich zunehmend organisierter zeigte, nicht mehr relevant. Man konzentrierte sich inzwischen auf die herkömmlichen 125-, 250- und 500-cm³-Klassen.
Im motorsportlichen Bereich folgte auf die MV Agusta Corse 98 Sport die 125er „Valenza“ (mit 3-Gang-Getriebe), die im Motorsport allgemein nur als Corse 125 Tre Marche bezeichnet wurde,  und ihre Weiterentwicklung, die erste 4-Gang-Maschine, die Quattro Marche. Ein wirklicher „eigenständiger“ Entwicklungsschritt war dann die MV Agusta 125 Motore Lungo, die in erster Linie als Rennsportmodell konzipiert war.

## Technische Daten
| Motor                   | Motor                                                             |
| ----------------------- | ----------------------------------------------------------------- |
| Bauart                  | Einzylinder-Zweitaktmotor; luftgekühlt Gemischschmierung (1 : 10) |
| Hubraum                 | 98 cm³                                                            |
| Bohrung × Hub           | 49 mm × 52 mm                                                     |
| Verdichtung             | 7 : 1                                                             |
| Vergaser                | Dell’Orto RAO 20                                                  |
| Antrieb                 |                                                                   |
| Kupplung                | Ölbadlamellenkupplung                                             |
| Getriebe                | angeblockt, 3 Gänge                                               |
| Antrieb primär/sekundär | Zahnräder/Kette                                                   |
| Elektrik                |                                                                   |
| Zündung                 | Schwungradmagnetzündung                                           |
| Leistung                |                                                                   |
| Leistung                | 5 PS (3,6 kW) bei 5400/min                                        |
| Höchstgeschwindigkeit   | 95 km/h (andere Quelle: 100 km/h)                                 |
| Rahmen und Maße         |                                                                   |
| Rahmen                  | Rohrrahmen, einfache geschlossene Schleife                        |
| Radstand                | 1250 mm                                                           |
| Länge:                  | 1960 mm                                                           |
| Breite:                 | 610 mm                                                            |
| Gewicht                 | 65 kg                                                             |
| Tankinhalt              | 13 l                                                              |
| Fahrwerk                |                                                                   |
| Radaufhängung vorn      | Teleskopgabel                                                     |
| Radaufhängung hinten    | Geradewegfederung                                                 |
| Räder vorn und hinten   | 2,25 × 19″, Leichtmetallfelgen, Stahlspeichen                     |
| Reifen vorn und hinten  | 2,50 × 19″                                                        |
| Bremsen vorn und hinten | Trommelbremse, 130 mm Durchmesser                                 |

Quelle: